# Wilder Lochberg
Wilder Lochberg är ett berg i Österrike, på gränsen till Tyskland. Det ligger i den västra delen av landet, 300 km väster om huvudstaden Wien. Toppen på Wilder Lochberg är 1 497 meter över havet.
Terrängen runt Wilder Lochberg är kuperad åt nordost, men åt sydväst är den bergig. Närmaste större samhälle är Kramsach, 16,2 km söder om Wilder Lochberg. 
I omgivningarna runt Wilder Lochberg växer i huvudsak blandskog. Runt Wilder Lochberg är det ganska tätbefolkat, med 100 invånare per kvadratkilometer.